# ブランケット・スノウ
ブランケット・スノウは、Dreamの25作目のシングル曲。2015年11月18日にrhythm zoneから発売。

## 概要
【CD＋DVD】【CD ONLY】【1コインCD】の3形態で発売。
Right-onの新CMに出演すること、ニュー・シングルが発売することを9月18日に発表し、同シングルが11月18日に発売されること、バンダイ「カラオケランキンパーティ」CMソングとなることが、9月26日（CM出演はAmiのみ）に発表された。
カップリング曲には、Dream Ayaのソロ曲、「プレゼント」、2003年に発表した「I love dream world ～世界中のしあわせを歌おう～」の4人による初リメイクが収録。

## 収録曲

### 【CD＋DVD】
CD
1. ブランケット・スノウ
作詞：小竹正人、作曲・編曲：NA.ZU.NA、PRINCE Y.K
2. キミに逢いたい / Dream Aya[6]
作詞：小竹正人、作曲：Charlie Tenku・Kanata Okajima、編曲：Charlie Tenku
3. プレゼント
作詞・作曲：磯貝サイモン、編曲：h-wonder
4. I love dream world 〜世界中のしあわせを歌おう〜 2015
作詞：飯塚麻純・dream、作曲：萩原慎太郎、編曲：家原正樹
  - オリジナルはIDに収録[7]
5. ブランケット・スノウ (Instrumental)

DVD
1. ブランケット・スノウ（Video Clip）

### 【CD ONLY】
1. ブランケット・スノウ
2. キミに逢いたい / Dream Aya
3. プレゼント
4. I love dream world ～世界中のしあわせを歌おう～ 2015
5. ブランケット・スノウ (Instrumental)
6. キミに逢いたい / Dream Aya (Instrumental)
7. プレゼント (Instrumental)
8. I love dream world 〜世界中のしあわせを歌おう〜 2015 (Instrumental)

### 【ワンコインCD】
1. ブランケット・スノウ

### タイアップ
ブランケット・スノウ
- Right-OnMOCOMOCO JEANS 「モコモコイロイロ篇」CMソング[4]
- バンダイ「カラオケランキンパーティー」～カラオケランキンパーティ サプライズ女子会篇～CMソング[3][5]
- 健栄製薬「手ピカジェルプラス」CMソング[8]